# آرامستان نوراتوس
آرامستان نوراتوس (ارمنی: Նորատուսի գերեզմանատուն) آرامستانی است متعلق به قرون وسطی حاوی تعدادی زیاد چلیپاسنگ که در روستای نوراتوس در استان گغارکونیک ارمنستان قرار گرفته است این گورستان در نزدیکی گاوار و دریاچه سوان و ۹۰ کیلومتری شمال ایروان واقع شده است

## نگارخانه

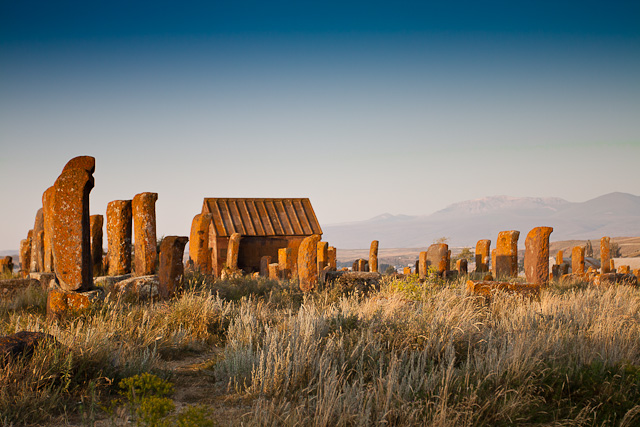
چلیپاسنگ‌های نوراتوس و  نمازخانه
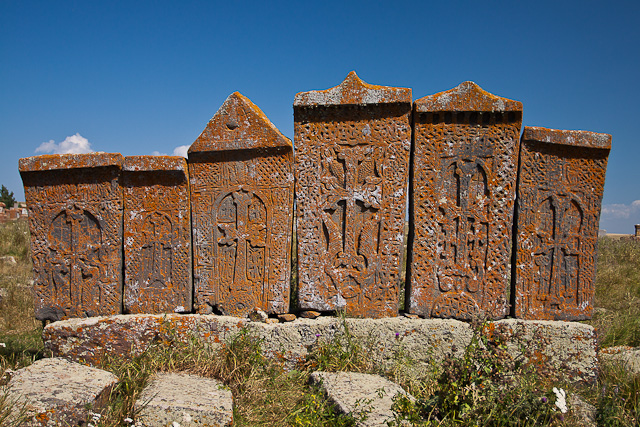
نوراتوس،  چلیپاسنگ‌ها
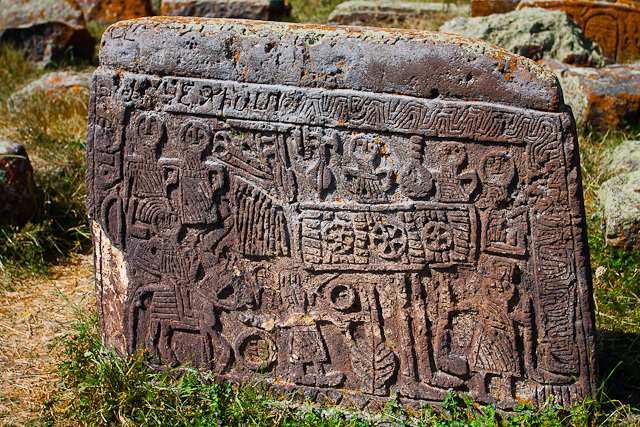
سنگ‌مزار با صحنه عروسی